# 梅川 (福島県)
梅川（うめかわ）は、福島県相馬市を流れる河川であり、二級水系梅川水系の本流である。

## 地理
相馬市中央部に位置する今田地区の田園地帯を水源とし、農業用排水路を合流しながら新田地区にて松川浦南部に至る。上流部は国道115号相馬南バイパスに沿い、農業用排水路と同様の働きをしている。東日本旅客鉄道JR常磐線を横切ると住宅地となり、家々の合間を抜ける小河川となる。中央排水路と合流すると圃場整備による河道改修が行われた水路となっている。

## 災害
流下能力の極めて低い河川であるため氾濫が繰り返されており、1986年8月に発生した8.5水害では家屋130戸、農地84haが被災し6200万円の被害額となったほか、2011年3月11日に発生した東日本大震災に伴う津波により下流部に甚大な被害が発生した。

## 流域の自治体
福島県
- 相馬市

## 支流
下流より記載
- 中央排水路

## 主な橋梁
下流より記載
- 梅川橋（福島県道74号原町海老相馬線）
- 梅川橋（国道6号相馬バイパス）
- 第二馬場野橋（福島県道394号相馬新地線）
- (福島県道121号日下石新沼線）